# Walter Gröger

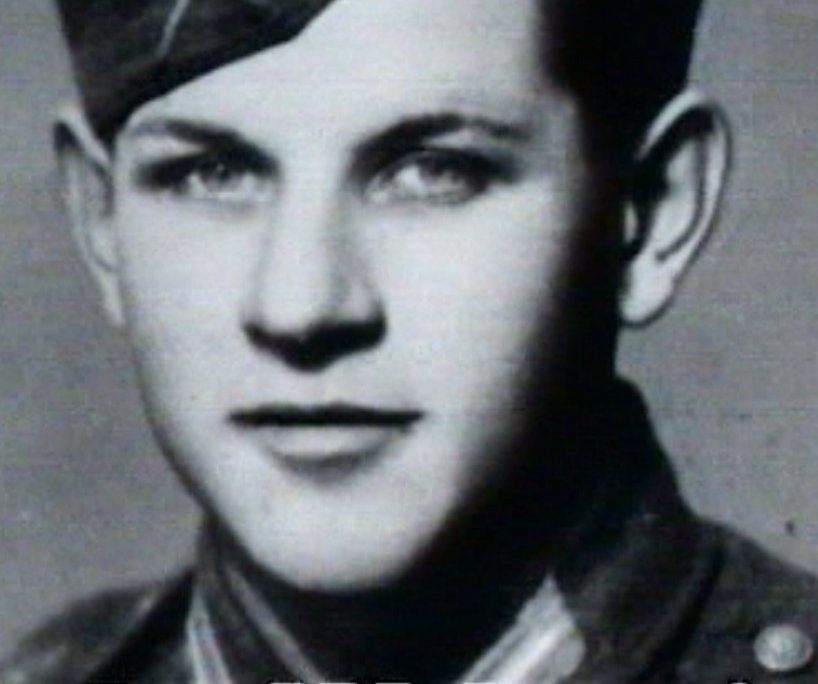
Walter Gröger

Walter Gröger (* 27. Juni 1922 in Mohrau, Landkreis Neisse, Provinz Oberschlesien; † 16. März 1945 in Oslo, Norwegen) war ein Matrose der deutschen Kriegsmarine während des Zweiten Weltkriegs.
1943 versuchte er sich der weiteren Beteiligung an den Kriegshandlungen zu entziehen, wurde verhaftet und zunächst zu acht Jahren Zuchthaus verurteilt. Wenige Monate vor Kriegsende wurde das Urteil mit dem Vorwurf der Fahnenflucht ins Ausland in ein Todesurteil umgewandelt und Gröger daraufhin erschossen. Den Antrag dazu stellte der damalige Marinestabsrichter des NS-Regimes Hans Filbinger. Im Verlauf der Filbinger-Affäre 1978 entdeckte und veröffentlichte der Dichter Rolf Hochhuth den Fall Walter Gröger.

## Leben

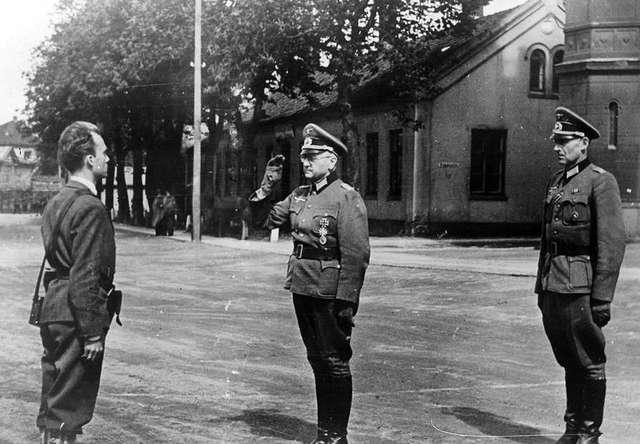
Weniger als zwei Monate nach Grögers Hinrichtung übergaben die Deutschen (hier Major Wilhelm Nichterlein und sein Adjutant Hauptmann Hamel) die Festung Akershus, in der Gröger hingerichtet wurde, an den Fähnrich Terje Rollem von der Norwegischen Widerstandsbewegung Milorg.

Walter Gröger war der Sohn eines Straßenwärters. Er meldete sich nach einer Schlosserlehre 1940 als 17-Jähriger freiwillig zur Kriegsmarine. Auf dem Schlachtschiff Gneisenau machte er den Norwegenfeldzug mit, lag kurz in Kiel und war dann 1941/42 bei der Leningrader Blockade eingesetzt.
Ende Oktober 1943 wurde er nach Sopnis bei Narvik versetzt. Er reiste mit dem Schiff nach Oslo und erfuhr dort, dass sein Weitertransport erst in etwa zehn Tagen beginnen soll. Kurz vor Ablauf dieser Frist lernte er die damals 34-jährige Marie Severinsen-Lindgren kennen. Sie arbeitete als Krankenpflegehelferin in einem Lazarett der Organisation Todt. Gröger versteckte sich vier Wochen bei ihr und plante, mit ihr ins neutrale Schweden zu fliehen. Er wurde jedoch von der Geheimen Feldpolizei (GFP) verhaftet und am 14. März 1944 von einem Marinekriegsgericht zu acht Jahren Zuchthaus und dem Verlust der Wehrwürdigkeit verurteilt. Das Gericht hatte ihm in diesem Verfahren trotz 14 militärischer Vorstrafen einen „guten Kern“ zugesprochen, weil er seine Uniform und einen Orden geholt und augenscheinlich zur Truppe hatte zurückkehren wollen.
Generaladmiral Otto Schniewind hob das Urteil am 1. Juni 1944 allerdings wieder auf, „weil auf Todesstrafe hätte erkannt werden sollen“. Der damals 31-jährige Ankläger Hans Filbinger beantragte anschließend die Todesstrafe wegen „charakterlicher Schwächen“ und Grögers militärischen Vorstrafen auf Basis einer „Führer-Richtlinie“ von 1940. Diese verlangte die Todesstrafe „bei Flucht oder versuchter Flucht ins Ausland im allgemeinen als angebracht“. Marineoberstabsrichter Adolf Harms verurteilte Gröger am 22. Januar 1945 zum Tod als „einzig angemessene Sühne“. Am 27. Februar 1945 bestätigte das Oberkommando der Marine in Berlin das Todesurteil und lehnte das Gnadengesuch von Grögers Verteidiger Werner Schön ab.
Am 15. März 1945 teilte Filbinger, der im Dezember 1944 nach Oslo versetzt worden war, Gröger für den Gerichtsherrn die Ablehnung des Gnadengesuchs mit. Er verkürzte die übliche Eintagesfrist bis zur Hinrichtung auf wenige Stunden. Gröger wurde am selben Tag um 16:02 Uhr in der Festung Akershus erschossen. Filbinger war dabei anwesend und erteilte als höchster Offizier den Schießbefehl. Der 22-jährige Gröger verstarb laut Filbingers Protokoll um 16:04 Uhr.

## Rezeption
Erst durch Recherchen Rolf Hochhuths wurden das Schicksal Grögers und die Umstände seiner Hinrichtung in der Bundesrepublik bekannt. Er informierte auch erstmals die Mutter Anna Gröger und die Freundin Marie Severinsen-Lindgren darüber. Es war das erste bekanntgewordene Todesurteil, das Hans Filbinger (CDU), damals Ministerpräsident von Baden-Württemberg und Präsident des deutschen Bundesrats, als Marinerichter in der NS-Zeit beantragt oder gefällt hatte. Nachdem weitere Todesurteilsanträge Filbingers bekannt geworden waren, die er zuvor bestritten hatte, trat er 1978 als Ministerpräsident zurück. Er bestritt zeitlebens, dass er das Todesurteil für Gröger hätte abwenden können, und entschuldigte sich nie bei Grögers Angehörigen. Spätere Forschung hat jedoch ergeben, dass in vergleichbaren Fällen sehr wohl Alternativen bestanden. Nach heutiger Einschätzung von Historikern hatte Filbinger durchaus Ermessensspielraum, um die Todesstrafe für Gröger zu vermeiden. Diesen habe er nicht genutzt, weil er von deren Berechtigung überzeugt gewesen sei.
Hochhuth verarbeitete Filbingers Umgang mit der Kritik an seinem Todesurteil 1979 in seinem Theaterstück Juristen. Der Liedermacher Walter Mossmann veröffentlichte 1979 auf seinem Album Frühlingsanfang die Ballade vom toten Matrosen Walter Gröger.
Gröger wurde 2002 im Zuge des Gesetzes zur Aufhebung nationalsozialistischer Unrechtsurteile in der Strafrechtspflege, das sämtliche Urteile der Militärgerichte der NS-Zeit gegen Deserteure der Wehrmacht aufhob, juristisch rehabilitiert.